# Oxyfilní buňka

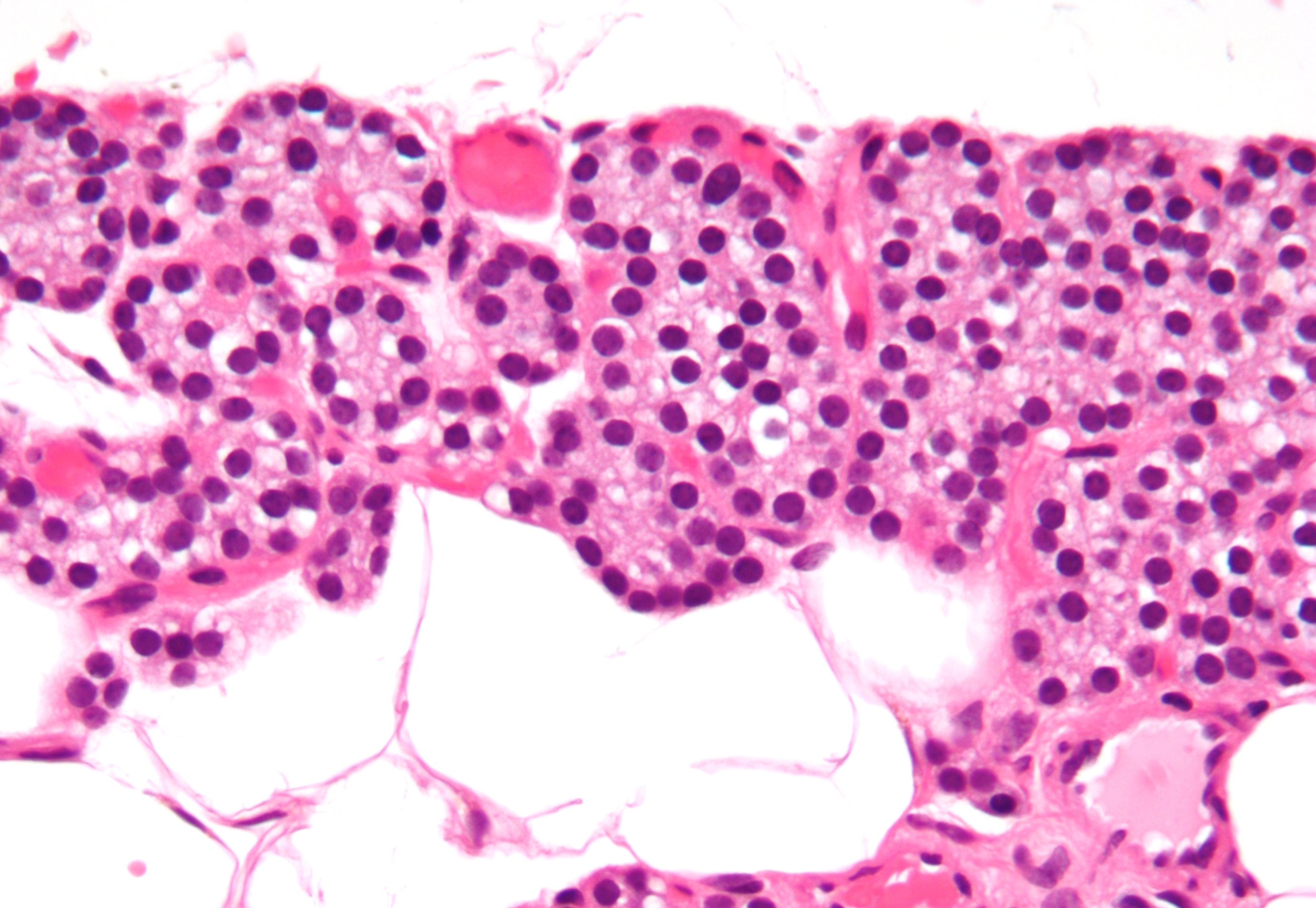
1. Oxyfilní buňky jsou ty buňky, kde tmavé jádro obklopuje světlejší cytoplazma a jsou nápadně větší než 2. buňky hlavní produkující parathormon. Mají také tmavé jádro, ale jsou menší a početnější, 3. velké bílé ohraničené útvary jsou adipocyty – buňky tukové

Oxyfilní buňky (lat. paratheocyti acidophili)  jsou velké buňky s malými jádry charakteristické zmnožením mitochondrií. Někdy jsou tak nazývány onkocyty pro zmnožení svých mitochondrií nacházející se v onkocytomu (benigní novotvar) ledvin a slinných a endokrinních žláz. Ve štítné žláze jsou oxyfilní buňky známé jako Hürthleho nebo Askenazyho buňky.

## Lokalizace
Příštítná tělíska jsou párové žlázy složené ze čtyř malých žlázek o velikosti zhruba 3 x 6 mm a celkové váze 0,4 g . Jsou uložena za štítnou žlázou ve vazivovém pouzdru, každé příštítné tělísko zasahuje do jednoho laloku štítné žlázy, často jsou zanořeny do jejího parenchymu. Příštítná tělíska vylučují parathormon ze sekrečních hlavních buněk, které jsou ve shlucích uchycené na provazcích retikulárních vláken, nesoucí také cévy , přecházející ve vazivové pouzdro. Dalším typem buněk v příštítných tělískách jsou buňky oxyfilní.

## Histologie
Hlavní (principiální) buňky tvoří většinu epitelu příštítných tělísek. Jsou to menší buňky polygonálního tvaru o velikosti 4 - 8 μm v průměru, jádra mají kulovitá, mírně kyselá cytoplazma bledě svítí. V elektronovém mikroskopu jsou v cytoplazmě patrná nepravidelná sekreční granula obsahující parathormon, a také různé množství glykogenu a tukových kapek. V mládí je poměr sekrečních granul vyšší než tukových, v průběhu stárnutí se tento poměr postupně zmenšuje, až převáží tuk. Sekreční buňky jsou v průběhu stárnutí nahrazovány tzv. adipocyty, buňkami tukovými, jejichž objem může u starších osob činit až 50 % objemu příštítného tělíska.
Oxyfilní buňky jsou rovněž polygonální, větších rozměrů než buňky hlavní (8 - 10 μm v průměru), ale vyskytují se mnohem sporadičtěji, často ve shlucích. Jejich výskyt byl prokázán pouze u člověka a makaka, objevují se postnatálně kolem 7 až 10 let, poté  jejich počet stoupá. Od hlavních buněk se odlišují při použití kyselých barviv intenzivnějším, zrnitým zbarvením menších jader  a cytoplazmou obsahující nikoli granula, ale zato množství na kristy bohatých mitochondrií. Byl nalezen také glykogen, ale jeho význam zde je nejasný.

## Funkce
Funkce oxyfilních buněk není dosud zcela objasněna. Podle množství mitochondrií by se dalo soudit, že zde bude probíhat metabolická aktivita, přesto tyto buňky netvoří tyreoidální hormony. Podle buněčných elementů na rozhraní mezi oxyfilními a hlavními sekrečními buňkami se soudí, že jde o dvě funkční variace stejného buněčného typu. Což ale k pochopení funkce také příliš nepřispívá.